# Juan Álvarez de Lorenzana

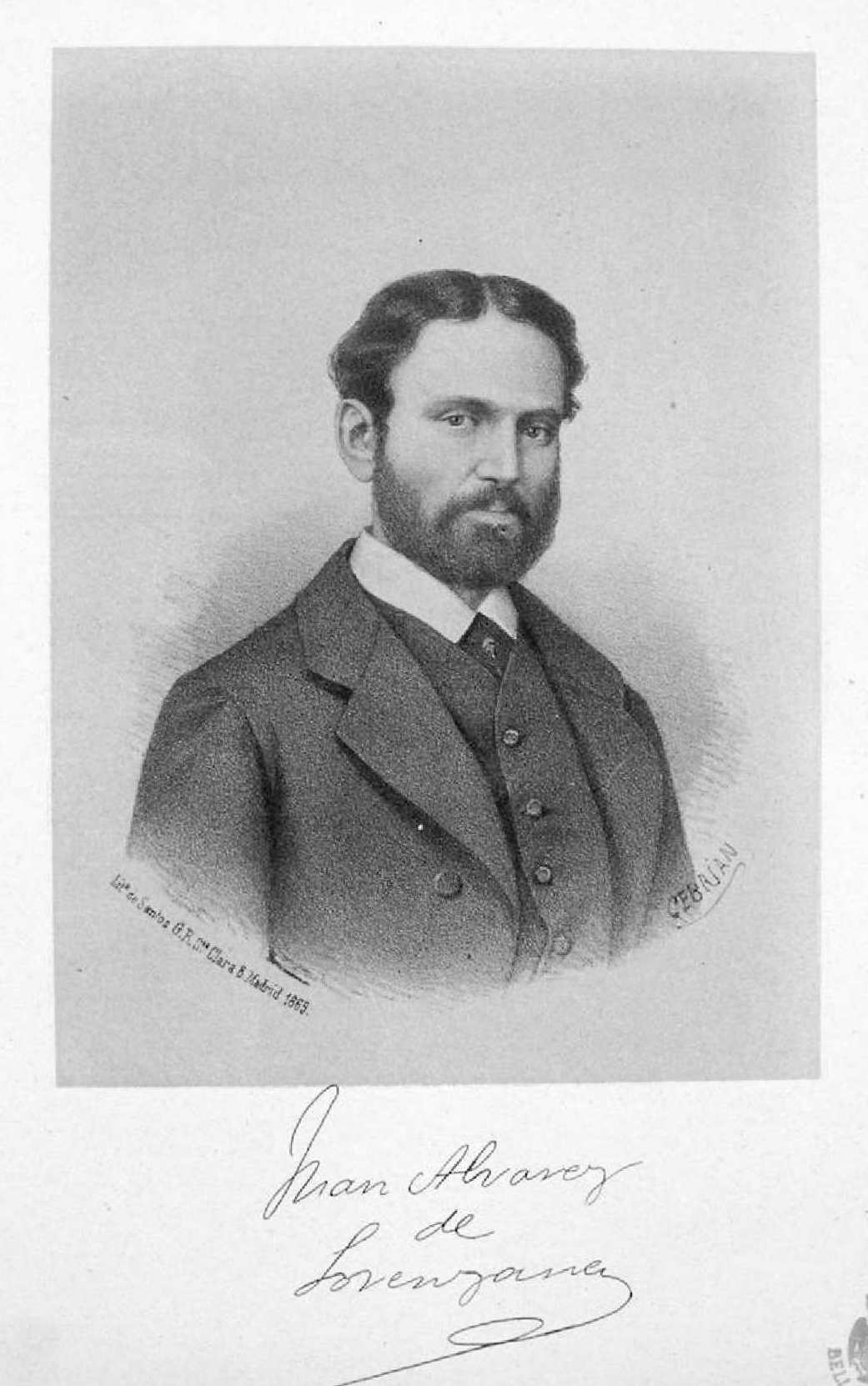
Retrato de Juan Álvarez de Lorenzana, litografía de José Cebrian García. Biblioteca Nacional de España.

Juan Álvarez de Lorenzana y Guerrero (Oviedo, 29 de agosto de 1818-Madrid, 15 de julio de 1883) XI vizconde de Barrantes, fue un político, periodista y noble español.

## Biografía
Nació en la calle del Águila, en El Antiguo. Cursó estudios de Derecho por la Universidad de Oviedo. En 1856 fue designado subsecretario de la Gobernación, junto a José Posada Herrera. Durante el reinado de Isabel II, como miembro primero del Partido Moderado y después de la Unión Liberal de Leopoldo O'Donnell, fue diputado sucesivamente por Salas, Pola de Laviana y Avilés, dentro siempre de la circunscripción de Oviedo, de 1857 a 1866. Participó en la revolución que derrocó a Isabel II y fue nombrado ministro de Estado en el gabinete encabezado por Francisco Serrano de septiembre de 1868 a febrero de 1869. En las elecciones de enero de 1869 volvió a ser elegido diputado por Avilés. En 1871 y 1872 pasó a ocupar plaza de senador por la provincia de Oviedo.
En 1874 fue nombrado embajador de España ante la Santa Sede y después de la restauración de la monarquía en Alfonso XII fue consejero de Estado y senador vitalicio a partir de 1877.
Fue nombrado caballero gran cruz de la Orden de Carlos III y caballero gran cruz de la Orden de Isabel la Católica.